# Patrimoni dell'umanità della Bolivia
I patrimoni dell'umanità della Bolivia sono i siti dichiarati dall'UNESCO come patrimonio dell'umanità in Bolivia, che è divenuta parte contraente della Convenzione sul patrimonio dell'umanità il 4 ottobre 1976.
Al 2022 i siti iscritti nella Lista dei patrimoni dell'umanità sono sette, mentre cinque sono le candidature per nuove iscrizioni. Il primo sito iscritto nella lista è stato nel 1987 la città di Potosí durante l'undicesima sessione del comitato del patrimonio mondiale. Gli altri siti furono aggiunti nel 1990, 1991, 1998, 2000 (due) e 2014. Sei siti sono considerati culturali, secondo i criteri di selezione, uno naturale; uno è parte di un sito transnazionale. Un sito, la città di Potosí, è stato iscritto nella Lista dei patrimoni dell'umanità in pericolo dalla XXXVIII sessione del Comitato per il patrimonio dell'umanità, il 17 giugno 2014, a causa delle attività estrattive incontrollate sul monte Cerro Rico che rischiano di danneggiare il sito.

## Siti del Patrimonio mondiale
| Foto | Sito                                                              | Luogo | Tipo                              | Anno | Descrizione |
| ---- | ----------------------------------------------------------------- | --- | --------------------------------- | ---- | --- |
|      | Città di Potosí                                                   | Potosí | Culturale (420; ii, iv, vi)       | 1987 | Nel XVI secolo, quest'area era considerata il più grande complesso industriale del mondo. L'estrazione del minerale d'argento si basava su una serie di mulini idraulici. Il sito è costituito dai monumenti industriali del Cerro Rico, dove l'acqua è fornita da un intricato sistema di acquedotti e laghi artificiali, la città coloniale con la Casa de la Moneda, la Chiesa di San Lorenzo, diverse case patrizie e i barrios mitayos, le zone dove vivevano gli operai. |
|      | Missioni gesuite dei Chiquitos                                    | Concepción, San Javier, San José de Chiquitos, San Miguel de Velasco, San Rafael de Velasco, Santa Ana de Velasco | Culturale (529; iv, v)            | 1990 | Tra il 1696 e il 1760, sei complessi di reducciones (insediamenti di indiani cristianizzati) ispirati alle "città ideali" dei filosofi del XVI secolo furono fondati dai gesuiti in uno stile che sposava l'architettura cattolica con le tradizioni locali. I sei insediamenti che rimangono - San Francisco Javier, Concepción, Santa Ana, San Miguel, San Rafael e San José - costituiscono un patrimonio vivente sull'ex territorio dei Chiquitos. |
|      | Città storica di Sucre                                            | Sucre | Culturale (566; iv)               | 1991 | Sucre, la prima capitale della Bolivia, fu fondata dagli spagnoli nella prima metà del XVI secolo. I suoi numerosi edifici religiosi del XVI secolo ben conservati, come San Lázaro, San Francisco e Santo Domingo, illustrano la fusione delle tradizioni architettoniche locali con stili importati dall'Europa. |
|      | Forte di Samaipata                                                | Samaipata | Culturale (883; ii, iii)          | 1998 | Il sito archeologico di Samaipata è costituito da due parti: la collina con le sue numerose incisioni, ritenuta il centro cerimoniale della città antica (XIV-XVI secolo), e l'area a sud della collina, che costituiva il centro amministrativo e quartiere residenziale. L'enorme roccia scolpita, che domina la città sottostante, è una testimonianza unica di tradizioni e credenze preispaniche e non ha paralleli in nessuna parte delle Americhe. |
|      | Tiahuanaco: centro spirituale e politico della cultura Tiahuanaco | Tiahuanacu | Culturale (567; iii, iv)          | 2000 | La città di Tiahuanaco, capitale di un potente impero preispanico che dominava una vasta area delle Ande meridionali e oltre, raggiunse il suo apogeo tra il 500 e il 900 d.C. I suoi resti monumentali testimoniano il significato culturale e politico di questa civiltà, che è distinta da qualsiasi altro impero preispanico delle Americhe. |
|      | Parco nazionale Noel Kempff Mercado                               | Baures, San Ignacio de Velasco                                                                                    | Naturale (967; ix, x)             | 2000 | Il Parco nazionale è uno dei parchi più grandi (1 523 000 ettari) e più intatti del bacino amazzonico. Con una gamma altitudinale da 200 m a quasi 1000 m, è il sito di un ricco mosaico di tipi di habitat dalla savana e foresta del Cerrado alle foreste amazzoniche montane sempreverdi. Il parco vanta una storia evolutiva che risale a oltre un miliardo di anni fa, al periodo Precambriano. Nel parco vivono circa 4000 specie di flora, oltre 600 specie di uccelli e popolazioni vitali di molte specie di vertebrati in via di estinzione o minacciate a livello globale. |
|      | Qhapaq Ñan, sistema stradale andino                               | 3 siti (altri 134 sono in Argentina, Cile, Colombia, Ecuador, Perù)                                               | Culturale (1459; ii, iii, iv, vi) | 2014 | Questo sito è una vasta rete di strade per le comunicazioni, il commercio e la difesa che coprono 30 000 km. Costruita dagli Inca nel corso di diversi secoli e in parte basata su infrastrutture preincaiche, questa straordinaria rete attraverso uno dei terreni geografici più estremi del mondo collegava le cime innevate delle Ande (a un'altitudine di oltre 6 000 m) alla costa, attraversando calde foreste pluviali, fertili vallate e deserti. Raggiunse la sua massima espansione nel XV secolo. Il Qhapaq Ñan comprende 137 componenti distribuiti su oltre 6 000 km che sono stati selezionati per evidenziare i risultati sociali, politici, architettonici e ingegneristici della rete, insieme alle relative infrastrutture per il commercio, l'alloggio e lo stoccaggio, nonché siti di importanza religiosa. |

## Siti candidati
| Foto | Sito                                              | Luogo                  | Tipo                             | Anno       | Descrizione |
| ---- | ------------------------------------------------- | ---------------------- | -------------------------------- | ---------- | --- |
|      | Parco nazionale Sajama                            | Provincia di Sajama    | Misto (1813)                     | 01/07/2003 | Il Parco nazionale Sajama comprende meraviglie geologiche naturali costituite da flora, fauna, sorgenti termali e anche meraviglie culturali come chullpa policromi (edifici funerari preispanici), pitture rupestri, pucará e architettura e arte coloniale. La popolazione autoctona, orgogliosa di ciò che ha, ha sempre cercato di preservare il proprio stile di vita e l'ambiente che la circonda. |
|      | Pulacayo, sito del patrimonio industriale         | Uyuni                  | Culturale (1814; iii, iv, vi)    | 01/07/2003 | Pulacayo è l'importante centro minerario della seconda parte del XIX secolo che comprendeva Huanchaca, la principale miniera d'argento della Bolivia e la seconda più grande del mondo, che apparteneva ad Aniceto Arce, ex presidente della Bolivia. A Pulacayo furono usati per la prima volta in Bolivia motori a vapore e altre macchine moderne della rivoluzione industriale, oltre alle prime ferrovie. Il centro minerario di Pulacayo racchiude grandi ricchezze culturali, in particolare la casa di Aniceto Arce, la maestranza, le fonderie della raffineria, la filanda, la prima ferrovia mai arrivata in Bolivia (che serviva il tratto Antofagasta-Pulacayo) e una serie di treni (carrozze e locomotive), tra cui quello derubato dai famosi ladri nordamericani Butch Cassidy e Sundance Kid. |
|      | Inkallaqta, il più grande sito inca nel Qullasuyu | Pocona                 | Culturale (1815; ii, iii, iv, v) | 01/07/2003 | Il sito archeologico di Inkallaqta, con una superficie di 67 ettari, è tra i principali siti Inca del paese. Inkallaqta fu probabilmente costruita intorno al 1463 e al 1472 durante il dominio dell'inca Túpac Yupanqui e successivamente ricostruita dall'inca Huayna Cápac. Il sito è un enorme complesso, fatto di pietra e simile a molti altri che esistono nella zona di Cusco, in particolare Machu Picchu. Ha quasi quaranta edifici e un muro difensivo. |
|      | Cal Orcko: impronte del tempo                     | Sucre                  | Naturale (1816; viii)            | 01/07/2003 | Le impronte dei dinosauri del letto paleontologico di Cal Orcko risalgono a 68 milioni di anni fa e appartengono al periodo cretaceo superiore, epoca in cui visse la maggior parte dei dinosauri, poco prima della loro estinzione dalla faccia della terra, che fu registrata circa 65 milioni di anni fa. |
|      | Sacro lago Titicaca                               | Dipartimento di La Paz | Misto (1817)                     | 01/07/2003 | Il lago Titicaca è la più grande massa acquatica del continente sudamericano e anche il lago navigabile più alto del mondo. Lungo le sponde boliviane del lago e sulle isole si trovano numerosi e importantissimi siti archeologici: Pilcocaina sull'Isla del Sol, il "monastero" o aqllawasi sull'Isla de la Luna, la Forca Inca a Copacabana e molti altri siti come Taraco sul Lago Minore. Per quanto riguarda i siti del patrimonio dell'era coloniale, si possono annoverare siti come Copacabana, con la sua grande basilica, costruita tra il XVI e il XVII secolo; il tempio di Carabuco, famoso per i suoi dipinti murali, così come molti altri siti, rappresentativi dell'architettura barocca meticcia o repubblicana in Bolivia.                                                                 |